# Sloanea parkinsonii
Sloanea parkinsonii är en tvåhjärtbladig växtart som beskrevs av C. E. C.Fischer. Sloanea parkinsonii ingår i släktet Sloanea och familjen Elaeocarpaceae. Inga underarter finns listade i Catalogue of Life.